# Hermannia rugosa
Hermannia rugosa är en malvaväxtart som beskrevs av Robert Stephen Adamson. Hermannia rugosa ingår i släktet Hermannia och familjen malvaväxter. Inga underarter finns listade i Catalogue of Life.